# Municipio de Sandcreek
El municipio de Sandcreek (en inglés: Sandcreek Township) es un municipio ubicado en el condado de Decatur en el estado estadounidense de Indiana. En el año 2010 tenía una población de 3120 habitantes y una densidad poblacional de 27,88 personas por km².

## Geografía
El municipio de Sandcreek se encuentra ubicado en las coordenadas 39°12′25″N 85°33′10″O / 39.20694, -85.55278. Según la Oficina del Censo de los Estados Unidos, el municipio tiene una superficie total de 111.92 km², de la cual 111,81 km² corresponden a tierra firme y (0,1 %) 0,11 km² es agua.

## Demografía
Según el censo de 2010, había 3120 personas residiendo en el municipio de Sandcreek. La densidad de población era de 27,88 hab./km². De los 3120 habitantes, el municipio de Sandcreek estaba compuesto por el 98,4 % blancos, el 0,22 % eran afroamericanos, el 0,19 % eran amerindios, el 0,16 % eran asiáticos y el 1,03 % eran de una mezcla de razas. Del total de la población el 1,12 % eran hispanos o latinos de cualquier raza.